# Медлін Меннінг
Медлін Меннінг (11 січня 1948) — американська легкоатлетка, олімпійська чемпіонка.

## Досягнення
- Олімпійська чемпіонка: Мехіко 1968 (біг на 800 метрів)
- Срібна призерка Олімпійських ігор: Мюнхен 1972 (естафета 4×400 метрів)